# 加賀獅子
加賀獅子（かがじし）は、石川県加賀地方に伝わる伝統芸能。1965年（昭和40年）に金沢市の無形民俗文化財に指定された。

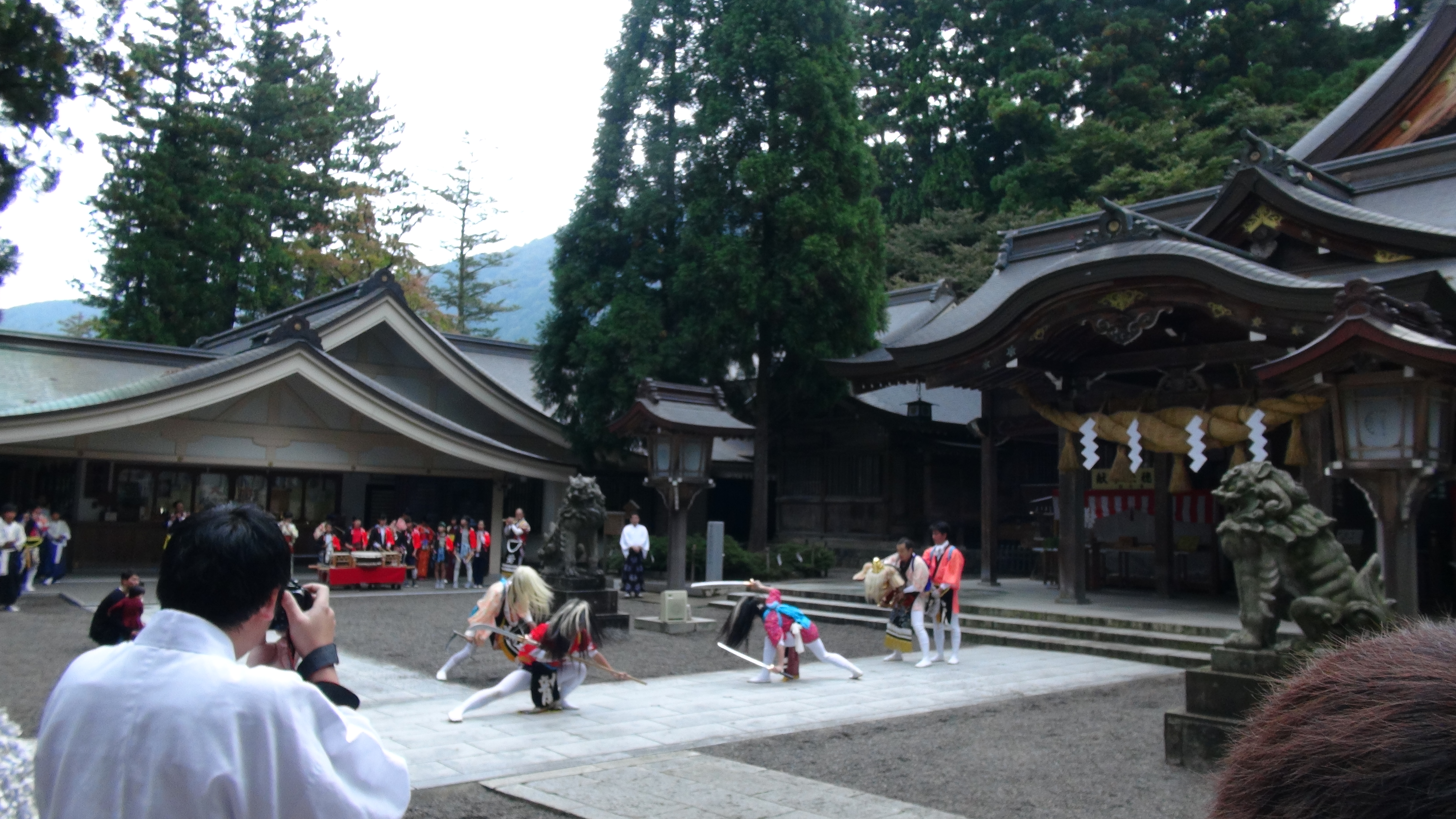
白山比咩神社「白山まつり」氏子による加賀獅子舞奉納

## 概要
金沢市をはじめ石川県加賀地方の多くの獅子舞は加賀獅子と呼ばれている。地域の風土や受け継がれた流派などの違いから、細部においてそれぞれ異なるが、いずれも棒、刀、薙刀、鎖鎌等の武器を手にした「棒振り（ぼうふり）」が、大きな胴体と頭を持つ獅子を退治をするという、いわば勇壮な「殺し獅子」が特徴となっている。

## 獅子頭（ししがしら）

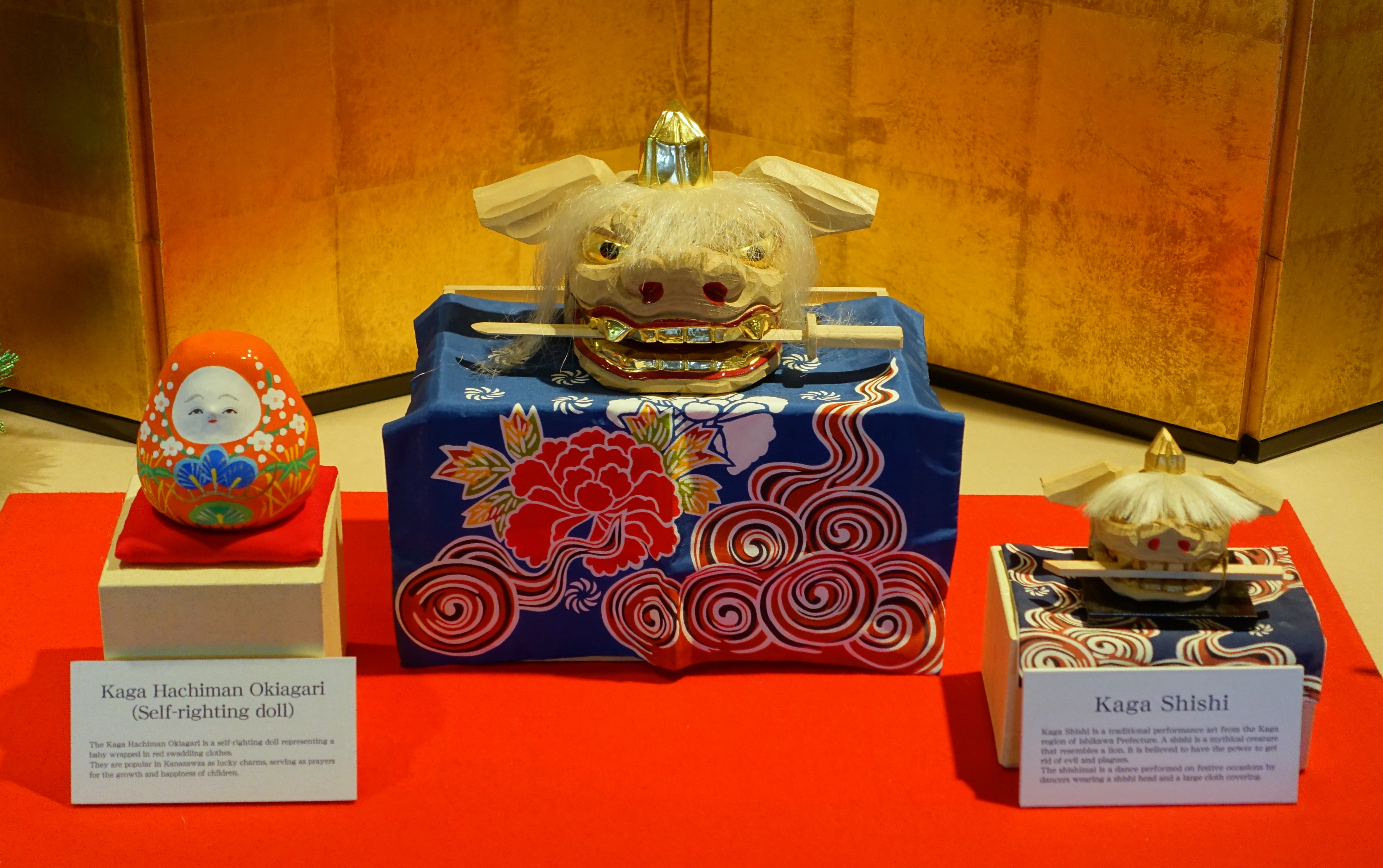
加賀八幡起上りと加賀獅子の獅子頭

- 加賀獅子頭は、大きな両眼が鋭く左右に広がった「八方睨（はっぽうにらみ）」といわれる独特な風貌を持ち、一角・牙・大きな耳が特徴とされる。
- 桐材などから一木彫りされ、白木のものから重厚な漆塗りのもの、大小もまた様々で、掌に乗るサイズのものから獅子舞に使用する大きなものまで、それぞれの用途に合わせたものがある。
- 獅子頭は古くから魔除け・厄除けなど縁起物として、調度品や祝いの贈り物などに広く用いられ、一町一基の守護として各町会が獅子頭を持ち、その豪華さを競い合ったという。
- 獅子頭を床の間などに飾る時は、獅子の口に太刀を咥えさせる。この場合、祝い事には太刀の刃を内側に、必勝祈願などのときには刃を外側に向けるのが習わしとされる。

## 蚊帳（かや）
- 獅子の巨大な胴体部分を蚊帳という。
- 胴竹といわれる半円状の骨組みに、牡丹と獣毛などの模様に染められた麻布を被せると、長さ10メートル・幅5メートル・高さ3メートル程の蒲鉾形の幌が出来上がる。その幌状になった中に、太鼓・三味線・笛などから成る囃子方と胴竹持ちなどが入り、演奏や獅子の移動などを行う。
- トラックや荷車を土台にして蚊帳が組まれる地域もある。
- 今日現在、金沢市内で獅子蚊帳（しし蚊帳）を原画から染め・縫製までを仕上げることができる工房は奥田染色株式会社を含めわずか数件しか存在していない。

## 頭持ち（かしらもち）
- 獅子舞の際、獅子頭を持ち舞う者のこと。
- 高価で伝統ある獅子頭を扱うため、獅子舞の熟練者が頭持ちを担うことが慣例となっている。

## 棒振り（ぼうふり）
- 棒振りの演者または、演技そのものの事を「棒振り」という。
- 馬の毛で作られた「しゃんがん（しゃんが）」を頭に被り、素手または棒・太刀・小太刀・薙刀・鎖鎌等の武器を手に巨大な獅子に立ち向かう。また、才田町と戸水町では青竜刀を使用している。
- 所作や掛け声、衣装などは、それぞれの地域や流派、舞手の年齢などによって違うが、最終的には棒振りが「ヨイヤーッ」という掛け声とともに獅子に止めを刺す。

## 歴史
加賀獅子の起源については明らかではないが、天正11年（1583年）前田利家が金沢城に入城する際に、民衆が祝いの獅子を献上したとの事から、加賀一向一揆の頃にはその原点が既に存在していたと推測される。
江戸期における加賀獅子の歴史は、庶民生活や加賀工芸の発展と密接に関係している。前田家藩政時代、漆器・金箔などに代表される加賀工芸は、藩営の加賀細工所を中心にして栄えた。獅子の胴体部分にあたる蚊帳には、加賀染（かがぞめ）の技術が活かされており、獅子頭も、この加賀細工所において作られ、彫刻・漆塗り・金箔といった技法の発展とともに熟成されて行く。庶民の間では、獅子頭が魔除け・厄除けなどの縁起物として、調度品や祝いの贈り物などに広く重用された。さらに獅子頭は各町1基の守り神として置かれるようになり、各町は競ってその豪華さを誇示したことが、工芸品としての熟達に拍車をかけた。祭礼の際に披露される「棒振り」は、武術道場の指導のもと、剣術・棒術・柔術などの武術を取り込んで行き、土方流や半兵衛流など約40派の流派を生み出しながら発展する。
やがて江戸後期になると、金沢だけでなく加賀地方の各地でも獅子舞は盛んに行われるようになり、明治頃までには、この地域の風習のひとつとして定着し、その受け継ぐ流派や地域の風土と相俟って、それぞれが個性的な獅子舞となって行く。以降、昭和初期までは盛んに行われた加賀獅子であったが、第二次世界大戦の混乱を経て次第にその数を減らして行き、昭和20年代に十数名は居たとされる彫刻師とその獅子頭工房も、現在では白山市八幡町にある知田清雲工房のみとなる。
戦後、金沢市内でもあまり観掛けなくなった獅子舞ではあったが、1965年（昭和40年）に加賀獅子が金沢市の無形民俗文化財に指定されたことから、同市では加賀獅子保存協会を中心に復興活動が活発化する。現在では金沢市内にある多くの保存会が、百万石まつりなど各種イベントや祭礼の際には獅子舞を披露し、古き伝統の継承に努めており、白山市や津幡町・野々市市など金沢近隣の地域でも、各保存会や町会が中心となって昔と変わらぬ伝統を今も守り続けている。また遠く北海道苫前郡羽幌町では、内灘町出身者が伝えたとされる加賀獅子舞が、羽幌神社祭において披露され親しまれている。